# Atentado de Bruselas de 2017

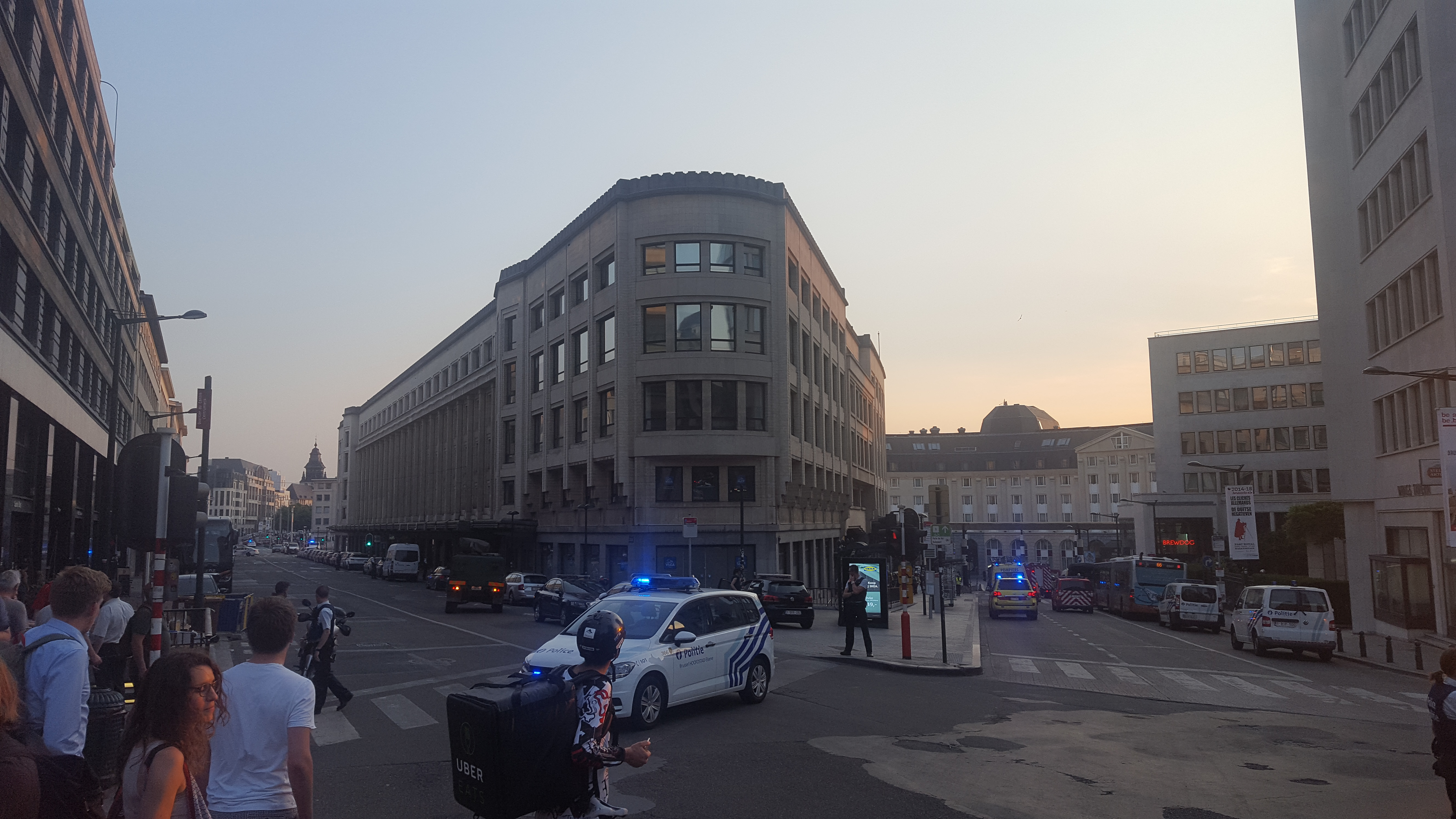
Policía belga en la estación Central de Bruselas.

El Atentado de Bruselas del 20 de junio de 2017 en realidad solo fue un intento de atentado terrorista ocurrido el 20 de junio de 2017 cuando ocurrió una explosión en la Estación Central en Bruselas, Bélgica que dejó un saldo de un fallecido (únicamente el perpetrador). Soldados que patrullaban la estación ultimaron al sospechoso con 3 a 4 tiros, según testigos. El terrorista era un marroquí de 36 años quién vivía en Molenbeek, en Bruselas y quien tenía ya ficha policial. La fiscalía federal belga declaró que el atacante tenía «simpatías» con el Estado Islámico.

## Antecedentes
A causa de los enlaces con Bruselas de los atacantes de París que asesinaron 130 personas en 2015 y los atentados de Bruselas del 2016 con saldo de 32 civiles muertos, soldados belgas patrullan las calles para incrementar la seguridad.  Adicionalmente, Hassan el Haski, uno de los autores intelectuales de las matanzas del 11 de marzo de 2004 en Madrid, vivió "estancias prolongadas" en el barrio bruselense de Molenbeek.

## Incidente
Alrededor de las 8:45 p. m., un hombre de 36 años detonó una Maletín con Explosivo dentro de la sala principal de la estación. Testimonios presenciales y una fotografía tomada por un testigo indican que se detonó un dispositivo incendiario pequeño, con fuerza explosiva limitada, pero que causó un estrépito "fuerte". La medida de la explosión sugiere que el dispositivo puede no haber funcionado como se pretendía, posiblemente a raíz de una fabricación defectuosa.
El sospechoso huyó bajando las escaleras hacia los andenes, por lo que algunos viajeros escaparon a las vías de los ferrocarriles. Al regresar a la sala principal, el sospechoso fue avistado por los soldados alertados por la explosión. Gritó "Allahu akbar" (Alá es grande) e intentó atacar a los guardias. Los soldados abrieron fuego y mataron al sospechoso. Al inspeccionar el cadáver, la policía encontró en el cuerpo una bomba reforzada con clavos, la cual fue detonada adrede por el equipo explosivo del ejército belga, DOVO. La cadena televisiva estatal belga VRT informó que el sospechoso también llevaba una bomba más potente y botellones de gas, los cuales no llegaron a detonar. Tal parece que la explosión inicial pretendía ser el detonante de la bomba mayor.

## Atacante

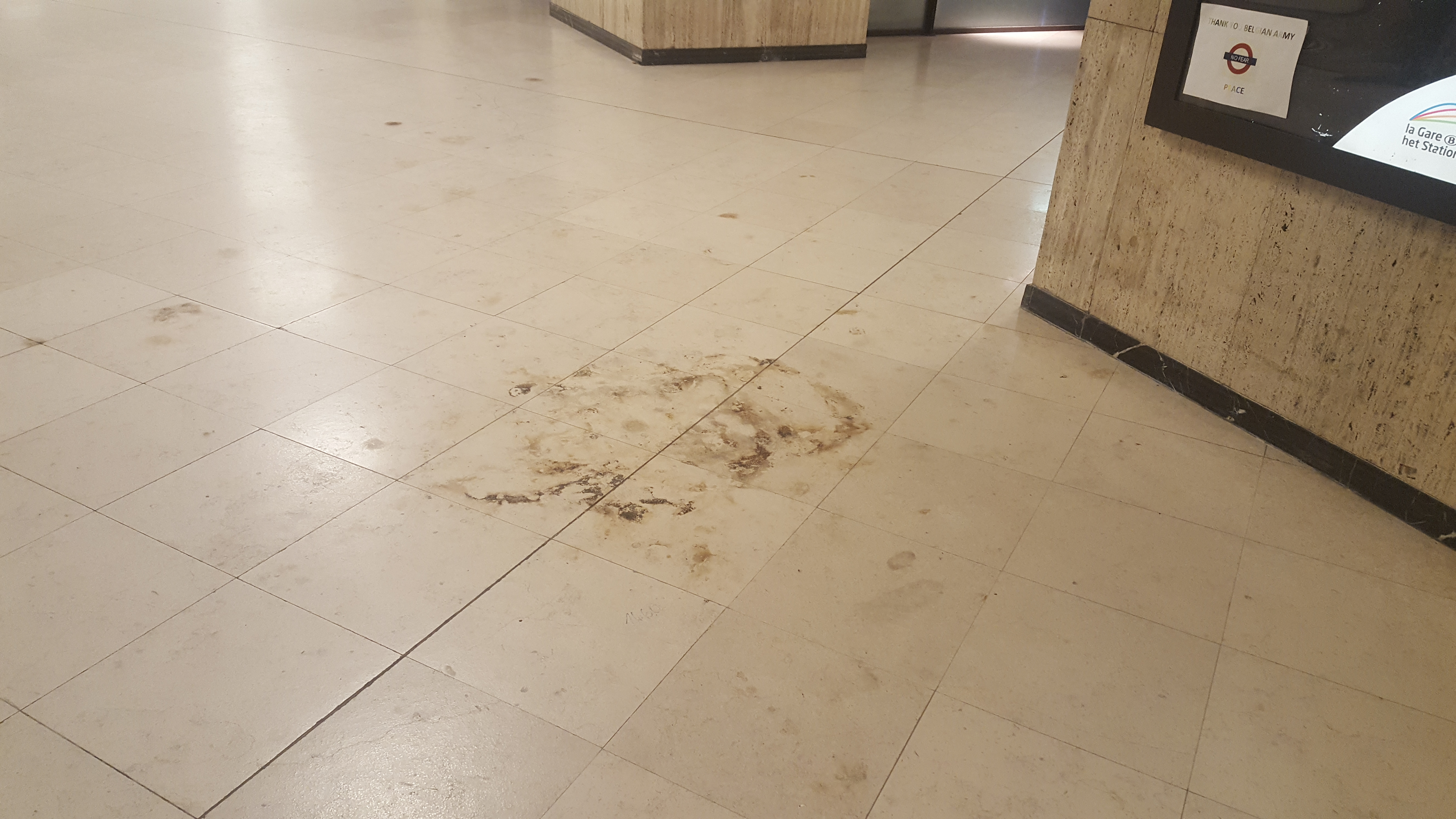
Sangre en el suelo, derramada por las heridas del atacante.

El atacante, identificado por la policía como "O.Z." y por la BBC como "Oussama Zariouh," era un marroquí de 36 años quien vivía en el barrio Molenbeek de Bruselas y era conocido por la policía como delincuente común pero no lo tenía ligado al terrorismo. La fiscalía federal belga declaró que el atacante tenía «simpatías con la organización terrorista Estado Islámico».

## Consecuencias
La Estación Norte de Bruselas fue temporalmente clausurada a título de precaución. Todo el tráfico entre norte y sur fue suspendido, al igual que el metro. El cercano hotel Hilton fue evacuado temporalmente. En la cercana Plaza Grasmarkt, otra explosión pudo ser oída a raíz de una detonación controlada de un vehículo sospechoso.